# Kwatrecht
Kwatrecht is een dorp in de Belgische provincie Oost-Vlaanderen. Het dorp ligt nabij de Schelde en grotendeels in de gemeente Wetteren, tegen de grens met Melle. In 2022 telde het dorp 1965 inwoners.

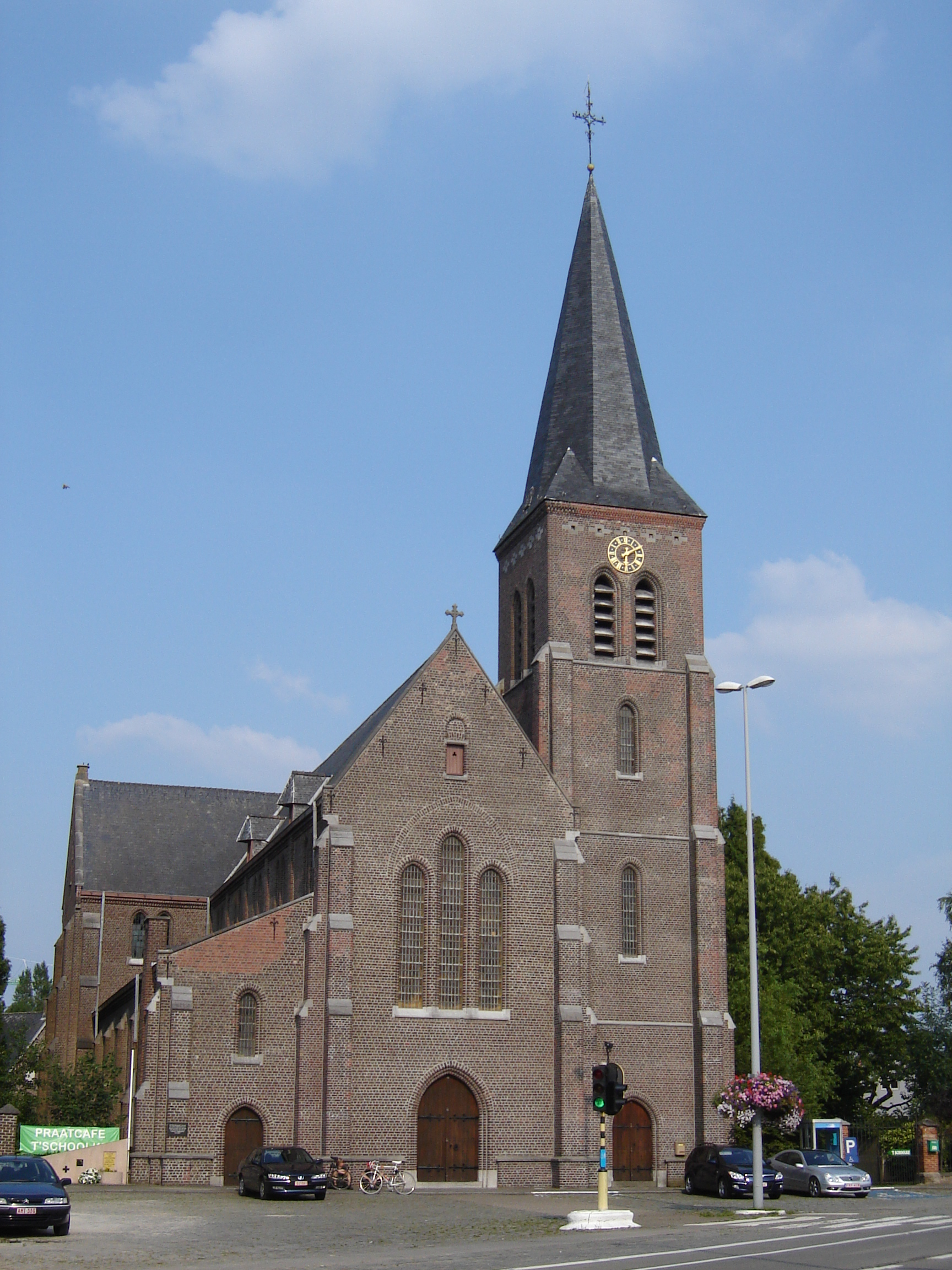
Heilig Hartkerk

Kwatrecht ligt langs de N9 (Brusselsesteenweg) en hoofdwegen zoals Zuidlaan, Oosterzele steenweg, Kwatrechtsteenweg en Kalverhagestraat. Bij Kwatrecht wordt gewoonlijk ook Fantegem (of "Vantegem") gerekend, een oude lokaliteit rond de Fantegembeek en ook de Kalverhagewijk van Melle. Het heeft ruim tweeduizend inwoners en is momenteel een druk verkeersknooppunt rond de afrit van de E40.

## Geschiedenis
Kwatrecht is nooit een zelfstandige gemeente geweest, maar is wel reeds op middeleeuwse kaarten te zien. Het bleef ongeveer een eeuw een zelfstandige parochie tot de ontwijding van de kerk in 2016. Het dorp heeft al eeuwen de kernbestanddelen van een dorp: de kastelen "de Bueren" en "ter Camere" (of van Ursel), een klooster (in 2023: het Multifunctioneel Centrum Sint-Lodewijk), enkele grote hoeven (waaronder een Koningshof eeuwenlang in bezit van vorsten), molens (inmiddels gesloopt) en woonlinten. In de middeleeuwen werd hier tol geheven; hier lag de overgang van de kasselrijen van Gent en van Dendermonde. De "tol van Kwatrecht" was een begrip. De oude spelling was Quaet Atrecht of Kwaad Atrecht.
In mei 1940 is in Kwatrecht de slag bij Gijzenzele (een driedaagse veldslag) uitgevochten waarbij de Duitse invaller werd tegengehouden door een lange reeks bunkers (tot in Deinze). Hij vormde een deel van de Achttiendaagse Veldtocht. De veldslag wordt nog jaarlijks herdacht; er staat een monument vóór de parochiekerk. In Schaarbeek herinnert een Kwatrechtstraat - rue de Quatrecht aan deze episode. Overigens wordt de spelling Quatrecht gebruikt in anderstalige documenten, het meest in oorlogsgeschiedenis en vooral in het Frans, Duits en Engels.
In Kwatrecht werd in 1943 de Reichsschule Flandern 
opgericht. Dit was een SS-eliteschool met internaat in de tijd van het Derde Rijk en de enige in zijn soort in België. Het internaat werd ingericht in een door de bezetter opgeëist gebouw van de nonnen van de Congregatie van de Zusters van Liefde op de terreinen van het voormalige Instituut Mariagaard. Er verbleven ongeveer honderd leerlingen van tien tot twaalf jaar oud.

## Socio-economische kenmerken
Kwatrecht is een woongebied met ook tal van bedrijven in twee aaneengesloten industriezones en op andere hoofdwegen. Er zijn twee grote onderwijsinstellingen: Mariagaard (secundair onderwijs) en Multi-functioneel centrum Sint-Lodewijk (voor kinderen en volwassenen met een motorische handicap). De voormalige Rooms-Katholieke Heilig Hartkerk werd in 2016 ontwijd. en herbergt sinds 2019 de Heilig Hart Brouwerij. Naast de hoofdwegen is er een station van de NMBS (Station Kwatrecht). 
Het kasteel de Bueren in de Kalverhagestraat wordt ook het kasteel van Kwatrecht genoemd en is geklasseerd monument. Zijn omgeving is geliefd bij wandelaars en sporters en is beschermd natuurgebied.
Het kruispunt van de Brusselse steenweg met de Oosterzelesteenweg is voor tienduizenden mensen per dag een toegang tot de E40 enerzijds en tot het hinterland anderzijds en staat al lang bekend als "het kruisen (van Kwatrecht)" of "het Bourgondisch Kruis". Het is sinds 2008 uitgerust met een klein winkelcentrum met enkele tientallen baanwinkels.

## Varia
- De bijnaam van de inwoners is baanstropers.[6]

## Nabijgelegen kernen
Melle, Overbeke, Massemen